# Cercopithecus denti
Il cercopiteco coronato di Dent (Cercopithecus denti) è un primate della famiglia delle Cercopithecidae.
Lo status di specie è discusso, poiché alcuni autori ritengono che costituisca un'unica specie con C. wolfi.

## Descrizione
Come per gli altri cercopitechi, vi è un notevole dimorfismo sessuale, con il maschio più grande della femmina. Il colore del corpo è grigio scuro sul lato dorsale e giallo biancastro sul lato ventrale. Le zampe posteriori sono rossobrune e quelle anteriori nere. Il muso bluastro è circondato da basette giallorosse.

## Distribuzione e habitat
La specie è presente nelle zone settentrionali e orientali della Repubblica del Congo. L'habitat è la foresta pluviale.

## Biologia
Le abitudini di vita sono poco note. Si pensa quindi che conducano vita arboricola ed abbiano attività diurna, vivendo in gruppi formati da un solo maschio adulto con femmine e cuccioli. La dieta è probabilmente simile a quella delle altre specie del genere.

## Conservazione
Lo stato di conservazione non è chiaro, anche perché la IUCN non riconosce C. denti come una specie.